# Melzerella
Melzerella – rodzaj chrząszczy z rodziny kózkowatych i z podrodziny zgrzypikowych. 

## Zasięg występowania
Przedstawiciele tego rodzaju występują w Ameryce Płd. od Wenezueli na płn. po Boliwię i Brazylię na płd..

## Systematyka
Do Melzerella zaliczanych jest 5 gatunków:
- Melzerella costalimai
- Melzerella huedepohli
- Melzerella inopinata
- Melzerella lutzi
- Melzerella monnei